# 2018
Cette page concerne l'année 2018  du calendrier grégorien.
 (janvier 2025).
2018 est une année commune qui commence un lundi. C'est la 2018e année de notre ère, la 18e du IIIe millénaire et du XXIe siècle et la 9e de la décennie 2010-2019.

## Autres calendriers
L'année 2018 du calendrier grégorien correspond aux dates suivantes :
- Calendrier berbère (amazigh) : 2967 / 2968 (Le 1er yennayer 2968 a lieu le 12 janvier 2018)
- Calendrier chinois : 4715 / 4716 (le Nouvel An chinois 4716 de l'année du chien de terre a lieu le 16 février 2018[1])
- Calendrier hébraïque : 5778 / 5779 (le 1er tishri 5779 a lieu le 10 septembre 2018[2])
- Calendrier hindou : 5119 / 5120
- Calendrier indien : 1939 / 1940 (le 1er chaitra 1940 a lieu le 22 mars 2018[2])
- Calendrier japonais : 30 de l'Ère Heisei (le calendrier japonais utilise les jours grégoriens)
- Calendrier musulman : 1439 / 1440 (le 1er mouharram 1440 a lieu le 12 septembre 2018[2])
- Calendrier persan : 1396 / 1397 (le 1er farvardin 1397 a lieu le 21 mars 2018[2])
- Calendrier républicain : 226 / 227 (le 1er vendémiaire 227 a lieu le 23 septembre 2018[2])
  - Jours juliens : 2 458 119,5 à 2 458 484,5[3],[2]

## Environnement
12 millions d'hectares de forêts tropicales, les plus riches en matière de biodiversité, ont été détruites en 2018, soit l'équivalent de la superficie d'un pays comme le Nicaragua. Le Brésil, la république démocratique du Congo et l'Indonésie sont particulièrement concernés.
2018 est déclarée troisième année internationale pour les récifs coralliens par l'Initiative Internationale pour les récifs coralliens (ICRI).
Elle marque le début de la décennie internationale d’action sur le thème « L’eau et le développement durable » (2018-2028) proclamée par l'ONU. Elle marque aussi le début de la troisième Décennie des Nations unies pour l’élimination de la pauvreté.

## Chronologie mensuelle

### Janvier 2018
- 1er janvier : la Mauritanie passe à la nouvelle ouguiya, remplaçant l'ancienne ouguiya au taux de 10 pour 1[8].
- 3 janvier : un accident de la route entre un camion et un bus tue 52 personnes au Pérou[9].
- 3 au 6 janvier : 7 morts après le passage de la tempête Eleanor sur la France[10].
- 12 et 13 janvier : élection présidentielle en Tchéquie (1er tour).
- 14 janvier : le naufrage du pétrolier iranien MT Sanchi en mer de Chine orientale provoque la plus importante marée noire depuis 1991[11].
- 26 et 27 janvier : élection présidentielle tchèque (2e tour).
- 17 janvier : le Premier ministre français Édouard Philippe annonce l'abandon du projet d'aéroport du Grand Ouest à Notre-Dame-des-Landes.
- 22 janvier : George Weah devient président du Liberia ;
- 27 janvier un attentat des talibans à Kaboul tue plus de 100 personnes[12].
- 28 janvier :
  - élection présidentielle en Finlande ;
  - élection présidentielle à Chypre (1er tour).

### Février 2018
- 2 février : premier lancement réussi du lanceur japonais SS-520-5, le plus petit au monde[13].
- 4 février :
  - Níkos Anastasiádis est réélu au second tour de l'élection présidentielle à Chypre ;
  - élections présidentielle (1er tour) et législatives au Costa Rica ;
  - référendum en Équateur.
- 5-6 février : le président des Maldives Abdulla Yameen Abdul Gayoom ordonne l'arrestation de l'ancien président et chef de l'opposition Maumoon Abdul Gayoom, déclare l'état d'urgence pour 15 jours, puis fait arrêter le président de la Cour suprême Abdulla Saeed et un autre juge qui avaient cassé les condamnations de 9 opposants politiques et avaient ordonné leur remise en liberté le 1er février[14],[15].
- 6 février : premier lancement, réussi, du lanceur américain Falcon Heavy le plus puissant actuellement en service[16].
- 7 février : élections de l'assemblée nationale népalaise.
- Du 9 février au 25 février : Jeux olympiques d'hiver de 2018 à Pyeongchang en Corée du Sud.
- 8 février : une offensive du régime syrien contre les Forces démocratiques syriennes est repoussée après une intervention des forces aériennes de la coalition ;
- 11 février :
  - élections législatives à Monaco ;
  - le vol 703 Saratov Airlines s'écrase en Russie avec 71 personnes à bord[17].
- 14 février :
  - la fusillade de Parkland en Floride provoque 17 morts[18] ;
  - Jacob Zuma démissionne de ses fonctions de président de l'Afrique du Sud, Cyril Ramaphosa lui succède le 15[19].
- 15 février : éclipse partielle de Soleil visible dans le sud de l'Amérique du Sud et en Antarctique.
- 18 février : le vol 3704 de l'Iran Aseman Airlines s'écrase dans les monts Zagros en Iran, avec 65 personnes à bord[20].
- 25 février : cérémonie de clôture des Jeux olympiques d'hiver de 2018 en Corée du Sud
- 26 février :  le roi d'Arabie Saoudite Salmane ben Abdelaziz Al Saoud, sur suggestion de son ministre de la Défense et prince héritier Mohammed ben Salmane Al Saoud, limoge tous les principaux dirigeants militaires et plusieurs fonctionnaires civils, dont le chef d'état-major le général Abdel Rahmane ben Saleh al-Bunyan[21].

### Mars 2018
- 2 mars : élection présidentielle en Arménie.
- 4 mars :
  - élections générales en Italie ;
  - Empoisonnement de Sergueï et Ioulia Skripal au Royaume-Uni, qui provoque une crise diplomatique entre la Russie et de nombreux pays occidentaux.
- 7 mars :
  - élections présidentielle et législatives en Sierra Leone.
  - l’Indien Balkrishna Vithaldas Doshi reçoit le prix Pritzker ;
  - Aung San Suu Kyi, chef du gouvernement birman, perd son prix du Musée de l'Holocauste de Washington à cause de son inaction et son absence de condamnation dans le nettoyage ethnique perpétré envers les Rohingyas par l'Armée birmane et des extrémistes bouddhistes en Birmanie[22].
- 8 mars : à l'occasion de la Journée internationale des droits de la femme, en Espagne une grande grève générale pour la parité des sexes et contre les violences machistes réunit presque 6 millions de manifestants[23].
- Du 9 mars au 18 mars : Jeux paralympiques d'hiver de 2018 à Pyeongchang.
- 11 mars :
  - élections législatives en Colombie[24] ;
  - élections législatives à Cuba[25] ;
  - Sebastián Piñera devient pour la seconde fois président de la république du Chili[26].
- 13 mars :
  - la présidente du Népal Bidya Devi Bhandari est réélue ;
  - élections législatives à Grenade.
- 14 mars :
  - le quatrième gouvernement Merkel entre en fonction en Allemagne ;
  - après l'annulation d'un référendum sur un projet d'infrastructure, le président du gouvernement slovène Miro Cerar démissionne[27].
  - le président des Philippines Rodrigo Duterte retire les Philippines de la Cour pénale internationale[28].
- 16 mars : IHeartMedia, la plus grande société de radio américaine, accuse une dette de 20 milliards de dollars et se déclare en faillite[29].
- 18 mars :
  - élection présidentielle en Russie, Vladimir Poutine est réélu[30] ;
  - l'armée turque et l'Armée syrienne libre prennent Afrine aux Forces démocratiques syriennes[31].
- 19 mars : mort de Sudan, le dernier mâle rhinocéros blanc du Nord, dans la réserve d'Ol Pejeta au Kenya[32].
- 21 mars :
  - démission de Htin Kyaw, président de la république de Birmanie[33] ;
  - référendum aux Pays-Bas ;
  - démission du président du Pérou Pedro Pablo Kuczynski à la suite d'un scandale de corruption[34] ;
  - élections législatives à Antigua-et-Barbuda[35] ;
  - Peter Pellegrini devient président du gouvernement de la Slovaquie après la démission de Robert Fico[36].
- 23 mars : attentats à Carcassonne et Trèbes en France[37].
- 25 mars : incendie du centre commercial Winter Cherry à Kemerovo en Russie ;
- 26 au 28 mars : élection présidentielle en Égypte[38].

### Avril 2018
- 4 au 15 avril : Jeux du Commonwealth de 2018 à Gold Coast dans le Queensland, en Australie.
- 6 avril : une collision entre un semi-remorque et un bus transportant les joueurs d’une équipe de hockey sur glace, les Broncos de Humboldt, fait 16 morts et 13 blessés dans la Saskatchewan, au Canada[39].
- 7 avril : attaque chimique de Douma au cours de la guerre civile syrienne.
- 11 avril : un accident d'avion militaire fait 257 morts en Algérie.
- 13-14 avril : huitième Sommet des Amériques à Lima au Pérou.
- 14 avril :
  - les États-Unis, la France et le Royaume-Uni bombardent le régime syrien en « représailles à l'attaque chimique de Douma »
  - En France, début du démantèlement  par la gendarmerie de la ZAD de Notre-Dame-des-Landes (où Vinci Construction devait construire l'aéroport de Nantes-NDDL mais cet aéroport a définitivement été abandonné) émaillé de heurts entre zadistes et gendarmes[40]
- 18 avril : la réforme du système des retraites du président Daniel Ortega déclenche le début des manifestations de 2018 au Nicaragua, dont la répression va causer plus de 200 morts ; la réforme sera abrogée par Ortega le 22 avril.
- 19 avril : Miguel Díaz-Canel succède à Raúl Castro à la présidence de Cuba.
- 20 avril : élections sénatoriales au Bhoutan.
- 22 avril : élections générales au Paraguay.
- 27 avril : première rencontre entre les dirigeants sud et nord-coréen, Moon Jae-in et Kim Jong-un.
- 28 avril au 7 mai : En Colombie, des pluies torrentielles menacent le barrage d'Ituango qui risque de rompre[41].
- 30 avril :
  - double attentat meurtrier à Kaboul, qui a fait au moins 25 victimes, dont 9 journalistes.
  - un autre attentat près de l'aéroport de Kandahar (Afghanistan), qui visait des soldats roumains, cause la mort de onze enfants et blesse seize personnes ;

### Mai 2018
- 1er mai : deux attentats-suicides perpétrés par Boko Haram à Mubi au Nigeria tuent 86 personnes[42]
- 2 mai : auto-dissolution du groupe terroriste Euskadi ta Askatasuna[43].
- 4 mai : une nouvelle Constitution entre en vigueur au Tchad.
- 6 mai : 
  - élections législatives au Liban.
  - 13 personnes sont tuées et 33 blessés dans un attentat à la bombe non-revendiqué (Daech et talibans suspectés) contre une mosquée qui servait de centre d’enregistrement sur les listes électorales dans la province de Khost, dans l'est de l'Afghanistan[44] ;
- 8 mai :
  - Nikol Pachinian est élu Premier ministre d'Arménie par l'Assemblée nationale ;
  - les États-Unis se retirent de l'accord de Vienne sur le nucléaire iranien et menacent de sanctions les entreprises européennes qui continueraient à commercer avec l'Iran.
- 9 mai : élections législatives en Malaisie.
- 12 mai :
  - élections législatives en Irak ;
  - finale du Concours Eurovision de la chanson 2018 à Lisbonne au Portugal, remportée pour la quatrième fois pour Israël par Netta avec sa chanson contre le harcèlement des femmes, Toy.
- 14 mai : transfert de l'ambassade américaine en Israël à Jérusalem, le jour des 70 ans de l'État hébreu. 60 Palestiniens sont tués par l'armée israélienne lors d'une manifestation dans la bande de Gaza (et 2 Cisjordaniens dans une manifestation le lendemain) ;
- 19 mai : mariage du prince Harry et de Meghan Markle au Royaume-Uni.
- 20 mai : élection présidentielle au Venezuela.
- 27 mai : élection présidentielle en Colombie.

### Juin 2018
- 3 juin: 
  - élections législatives en Slovénie.
  - le naufrage d'un bateau de migrants au large de l'île de Kerkennah, en Tunisie, cause au moins 68 morts et une cinquantaine de disparus, dont une majorité de Tunisiens[45].
- 10 juin : journée de votations fédérales en Suisse.
- 12 juin :
  - sommet entre la Corée du Nord et les États-Unis à Singapour ;
  - un accord entre la Grèce et la Macédoine est trouvé pour que celle-ci prenne le nom officiel de « Macédoine du Nord »[46].
- Du 14 juin au 15 juillet : Coupe du monde de football en Russie.
- 17 juin : élection présidentielle en Colombie (2e tour).
- 21 juin : visite du pape François à Genève pour célébrer les 70 ans du Conseil œcuménique des Églises, dont le siège est situé au Grand-Saconnex. À l'occasion, une messe rassemblant 40 000 personnes est organisée à Palexpo.
- 23 juin : une équipe de football d'enfants se retrouvent coincés dans la grotte de Tham Luang, au nord de la Thaïlande, ce qui entrainera un sauvetage médiatisé mondialement.
- 24 juin : élections générales en Turquie.

### Juillet 2018
- 1er juillet : élections fédérales au Mexique, Andrés Manuel López Obrador est élu président, devenant le premier président de gauche de l'Histoire récente du Mexique.
- 5 juillet : record de chaleur à Ouargla en Algérie, avec 51,3 °C, il s'agit de la température la plus chaude jamais enregistrée dans le pays[47]. Le précédent record était détenu par la ville d'In Salah, avec 50,6 °C.
- 13 juillet : 
  - éclipse partielle de Soleil en Australie et en Antarctique.
  - un attentat-suicide à Mastung (province du Baloutchistan, Pakistan) contre un meeting politique de Mir Siraj Raisani (candidat Baluchistan Awami Party à un siège de député provincial) tue 128 personnes dont le candidat[48] ; le même jour, à Bannu, un autre attentat à la moto-piégée tue 4 personnes et en blesse 40 autres en essayant d'assassiner le candidat MMA Akram Khan Durrani mais ce dernier survit.
- 15 juillet : la France remporte la Coupe du monde de football en Russie, obtenant sa deuxième étoile vingt ans après celle de 1998.
- 17 juillet : la découverte de 10 nouveaux satellites naturels de Jupiter, ainsi que la confirmation d'un autre découvert en 2003, est annoncée, portant le total des compagnons connus de la planète à 79.
- 23 juillet : au Laos, le barrage d'Attapeu s'effondre, le bilan officiel est de 35 morts[49],[50].
- 25 juillet :
  - élections législatives au Pakistan remportées par Imran Khan et son Mouvement du Pakistan pour la justice ;
  - la sonde spatiale Mars Express détecte un lac souterrain d'eau liquide de 20km de large sous la surface de Mars[51] ;
  - des attaques de l'État islamique à Soueïda, en Syrie, font environ 300 morts.
- 27 juillet : éclipse lunaire totale.
- 29 juillet :
  - élections législatives au Cambodge, remportées le Parti du peuple cambodgien du Premier ministre Hun Sen ;
  - élection présidentielle au Mali.
- 30 juillet :
  - référendum constitutionnel aux Comores, approuvé à 93% ;
  - élection présidentielle et élections législatives au Zimbabwe.

### Août 2018
- 2 août : Apple devient la première entreprise privée à avoir une cotation qui valoriserait la totalité de ses actions plus de 1 000 milliards de dollars en bourse.
- 3 août : un double attentat-suicide perpétré par des kamikazes dissimulés sous des burqas dans une mosquée chiite fait au moins 35 morts et 94 blessés à Gardêz, dans l'est de l'Afghanistan[52]. L'attaque est revendiquée le lendemain par l'État islamique, via son agence de presse Amaq[53].
- 5 août : un puissant séisme de magnitude 6,9 fait des centaines de morts sur l'île de Lombok en Indonésie.
- 11 août : éclipse partielle de Soleil visible dans le nord de l'Europe et de l'Asie.
- 12 août :
  - second tour de l'élection présidentielle au Mali ;
  - la sonde Parker, premier objet humain destiné à atteindre la couronne solaire pour l'étudier, est lancée ;
  - la Russie, le Kazakhstan, l’Azerbaïdjan, l’Iran et le Turkménistan signent la convention sur le statut de la mer Caspienne.
- 14 août : l'effondrement du pont Morandi à Gênes (Italie) cause 43 morts et interrompt la traversée de la ville par l'autoroute A10.
- 20 août :
  - la NASA confirme la présence de glace d'eau sur la Lune, découverte en 2008 dans des cratères proches des pôles par la sonde Chandrayaan-1 envoyée par l'Organisation indienne pour la recherche spatiale[54].
  - le Venezuela se dote d'une nouvelle monnaie, le Bolivar souverain.
- 22 août : les résultats de l'analyse d'un fragment osseux d'une adolescente de Denisova de 50 000 ans (désormais appelée Denny pour "Denisova-11"), publiés dans Nature, démontrent qu'il s'agit d'une hybride entre les Dénisoviens et les Néandertaliens, ce qui prouve que ces deux espèces d'hominidés s'accouplaient et pouvaient avoir une descendance[55].
- 31 août : mort dans une explosion d'Alexandre Zakhartchenko, président et Premier ministre de l'autoproclamée république populaire de Donetsk, et dernier dirigeant historique des séparatistes pro-russes à l'est de l'Ukraine (tous les autres étant morts au cours de la guerre du Donbass ou ayant dû démissionner à cause du coup d'État de 2017 à Louhansk

### Septembre 2018
- 1er septembre : élections législatives en Mauritanie.
- 2 et 3 septembre : élections législatives au Rwanda.
- 7 septembre : tentative d'assassinat de Jair Bolsonaro, candidat d'extrême droite et candidat le plus haut placé dans les sondages d'opinions avant l'élection présidentielle brésilienne de 2018 ; Bolsonaro est blessé grièvement et doit être opéré mais il survit.
- 8 septembre :  dérèglement climatique – des centaines de villes se mobilisent dans le monde, mouvement amplifié en France par la démission de Nicolas Hulot, pour demander aux gouvernements d'intensifier la lutte contre le réchauffement climatique[56].
- 9 septembre : élections législatives en Suède.
- 11 septembre : datation d'un dessin au crayon d'ocre pointu sur une pierre vieux de 73 000 ans, découvert en 1991 dans la grotte de Blombos en Afrique du Sud, ce qui en fait le plus vieux dessin au crayon connu au monde[57] ;
- 15 septembre : élections législatives au Bhoutan.
- 21 septembre : élections législatives au Swaziland.
- 23 septembre :
  - votations en Suisse ;
  - élection présidentielle aux Maldives.
- 24 septembre : élections générales au Nouveau-Brunswick (Canada).
- 30 septembre : référendum constitutionnel en Macédoine.

### Octobre 2018
- 1er octobre :
  - élections législatives au Québec, qui marquent la fin de 48 ans d'alternance entre libéraux et indépendantistes avec la victoire de la Coalition avenir Québec ;
  - le prix Nobel de physiologie ou médecine est décerné à James Allison et Tasuku Honjo pour leurs travaux sur la thérapie du cancer.
  - les conditions de l'Accord États-Unis-Mexique-Canada (AÉUMC), qui succède à l'ALÉNA, sont officiellement acceptées par les trois États membres ;
  - la Cour internationale de justice déboute la Bolivie de sa requête contre le Chili d'avoir un accès à la mer.
- 2 octobre : 
  - Gérard Mourou, Arthur Ashkin et Donna Strickland reçoivent le prix Nobel de physique pour leurs travaux sur les lasers.
  - la disparition et l'assassinat présumé du journaliste saoudien travaillant pour le Washington Post Jamal Khashoggi dans le consulat d'Arabie Saoudite à Istanbul provoque une crise diplomatique entre la Turquie et les États-Unis d'une part, et l'Arabie Saoudite d'autre part ;
- 3 octobre :
  - le prix Nobel de chimie est attribué à Frances Arnold pour avoir conduit « la première étude sur l'évolution dirigée des enzymes, des protéines qui catalysent les réactions chimiques » et à George Smith et à Gregory Winter pour leurs travaux sur les bactériophages ;
  - la sonde spatiale Hayabusa 2 déploie l'atterrisseur MASCOT sur l'astéroïde (162173) Ryugu.
- 5 octobre : l'activiste des droits de l'homme Nadia Murad et le gynécologue Denis Mukwege reçoivent le prix Nobel de la paix pour leur combat contre les violences sexuelles.
- 5 et 6 octobre : élections sénatoriales en Tchéquie (1er tour).
- 6 octobre :
  - élections législatives en Lettonie ;
  - un séisme dans le Nord-Ouest d'Haïti fait 17 morts.
- 6 octobre au 18 octobre : Jeux olympiques de la jeunesse de 2018 à Buenos Aires.
- 6 et 27 octobre : élections législatives au Gabon.
- 6 et 7 octobre : le référendum constitutionnel en Roumanie échoue faute de participation suffisante.
- 7 octobre :
  - élections générales en Bosnie-Herzégovine ;
  - élections législatives et présidentielle (1er tour) au Brésil ;
  - élection présidentielle au Cameroun ;
  - élections législatives, élections municipales et élections régionales à Sao Tomé-et-Principe, l'ADI du Premier ministre Patrice Trovoada arrive en tête aux élections législatives à Sao Tomé-et-Principe, mais perd sa majorité absolue.
- 8 octobre : le prix de la Banque de Suède en sciences économiques en mémoire d'Alfred Nobel est décerné à William Nordhaus et Paul Romer pour avoir été parmi les premiers à intégrer les changements climatiques et l'innovation technologique dans les analyses macroéconomiques.
- 10 octobre : référendum à Guernesey.
- 13 octobre : l'ouragan Leslie atteint le Portugal.
- 15 octobre : des inondations historiques font 14 morts dans l'Aude, dans le sud de la France.
- 23 octobre : découverte par l'expédition Black Sea MAP d'une épave quasiment intacte d'un navire de commerce grec antique remontant à environ 400 av. J.-C. au fond de la mer Noire, première fois qu'une épave entière aussi vieille est trouvée en aussi bon état, la conservation ayant été permise par la rareté en oxygène de l'eau dans cette partie de la mer Noire[58].
- 27 octobre : l'hélicoptère de Vichai Srivaddhanaprabha, propriétaire du club de football Leicester City, s'écrase ; son décès est annoncé le lendemain[59].
- 28 octobre : le second tour de l'élection présidentielle brésilienne est remporté par le candidat d'extrême droite Jair Bolsonaro, il sera investi le 1er janvier 2019.

### Novembre 2018
- 4 novembre : référendum sur l'indépendance de la Nouvelle-Calédonie.
- 5 novembre : début du procès aux États-Unis du narcotrafiquant mexicain El Chapo, considéré comme le plus gros trafiquant de drogue au monde, reconnu coupable en février 2019 de tous ses chefs d'inculpation.
- 6 novembre :
  - aux États-Unis, élections sénatoriales et des représentants, dites de « mi-mandat » ;
  - référendum constitutionnel à Antigua-et-Barbuda ;
  - référendum constitutionnel à la Grenade.
- 7 novembre : élection présidentielle à Madagascar (1er tour).
- 11 novembre : commémoration internationale de l'armistice de 1918.
- 12 novembre : Francis Joyon remporte la Route du Rhum devant François Gabart.
- 17 novembre : première manifestation des Gilets Jaunes en France.
- 24 novembre : référendum à Taïwan.
- 26 novembre : à la suite de l’incident du détroit de Kertch, la loi martiale est instaurée dans une partie de l'Ukraine pour trente jours ;
- 28 novembre : Salomé Zourabichvili est élue au 2e tour de l'élection présidentielle en Géorgie.
- 30 novembre et 1er décembre : sommet du G20 à Buenos Aires.

### Décembre 2018
- 1er décembre : 
  - Andrés Manuel López Obrador est investi président du Mexique.
  - Acte III du mouvement des Gilets jaunes : la manifestation nationale « acte 3 » commencée depuis le 17 novembre 2018 des Gilets jaunes réunit 136 000 personnes ; elle dégénère en violentes émeutes à Paris, notamment sous l'influence de casseurs d'extrême droite et d'anarchistes, provoquant 133 blessés, de très importants dégâts, des pillages et 249 incendies (dont 112 véhicules et 6 bâtiments) dans plusieurs avenues importantes et la dégradation de l'Arc de triomphe[60] ; elle dégénère aussi dans plusieurs autres villes, notamment au Puy-en-Velay où la préfecture est incendiée, provoquant 70 blessés[61].
- 2 décembre : à la suite des élections parlementaires en Andalousie (Espagne), Vox devient le premier parti d'extrême droite espagnol à obtenir des députés depuis la mort du dictateur Franco.
- 2 au 15 décembre : conférence sur les changements climatiques (COP24) à Katowice en Pologne.
- 5 décembre : funérailles nationales de George H. W. Bush à Washington (États-Unis).
- 6 décembre: Médecins sans frontières et SOS Méditerranée mettent un terme aux activités de sauvetage du navire Aquarius.
- 8 décembre : les martyrs d'Algérie, comprenant les moines de Tibhirine, sont béatifiés à Oran (Algérie).
- 9 décembre : référendum constitutionnel au Pérou.
- 9 et 10 décembre : élections législatives en Arménie.
- 10 décembre : le pacte mondial sur les migrations est approuvé à Marrakech (Maroc).
- 11 décembre : un attentat fait cinq morts à Strasbourg en France.
- 11 et 12 décembre : une quarantaine de civils touaregs sont massacrés près de Ménaka, au Mali, par des hommes armés suspectés d'être affiliés à l'État islamique dans le Grand Sahara.
- 15 décembre : Épiphane est élu métropolite de l’Église orthodoxe d’Ukraine.
- 17 décembre : au Maroc, les corps décapités de deux femmes scandinaves d'une vingtaine d'années chacune sont retrouvés dans les contreforts du mont Toukbal près du village d'Imlil. Il sera rapidement établi que ces dernières ont été tuées et violées par des individus ayant prêté allégeance à Daesh quelques jours plus tôt ;
- 19 décembre : 2e tour de l'élection présidentielle à Madagascar.
- 20 décembre : élections législatives au Togo.
- 21 décembre : fermeture de la mine de Prosper-Haniel, la dernière mine de charbon d'Allemagne.
- 22 décembre :
  - un tsunami dans le détroit de la Sonde, en Indonésie, probablement causé par le volcan Krakatoa, fait plus de 429 morts.
  - à la suite d'un désaccord budgétaire entre les représentants démocrates et l'administration républicaine Trump, les Démocrates refusant de financer la construction d'un mur à la frontière entre les États-Unis et le Mexique, début du plus long shutdown de l'Histoire des États-Unis[62].
- 30 décembre :
  - élections législatives et présidentielle en république démocratique du Congo.
  - élections législatives au Bangladesh.

## Distinctions internationales

### Prix Nobel
Les lauréats du prix Nobel en 2018 sont :
- Prix Nobel de chimie : Frances Arnold, George Smith et Gregory Winter.
- Prix Nobel de littérature : Olga Tokarczuk (décerné en 2019).
- Prix Nobel de la paix : Denis Mukwege (Rép. dém. du Congo) et Nadia Murad (Irak).
- Prix Nobel de physiologie ou médecine : James Allison et Tasuku Honjo.
- Prix Nobel de physique : Arthur Ashkin, Gérard Mourou et Donna Strickland.
- « Prix Nobel » d'économie : William Nordhaus et Paul Romer.

### Autres prix
- Médaille Fields (mathématiques) : Elon Lindenstrauss, Ngô Bảo Châu, Stanislav Smirnov, Cédric Villani.
- Prix Pritzker (architecture) : Caucher Birkar, Alessio Figalli, Peter Scholze et Akshay Venkatesh.

## Décès en 2018

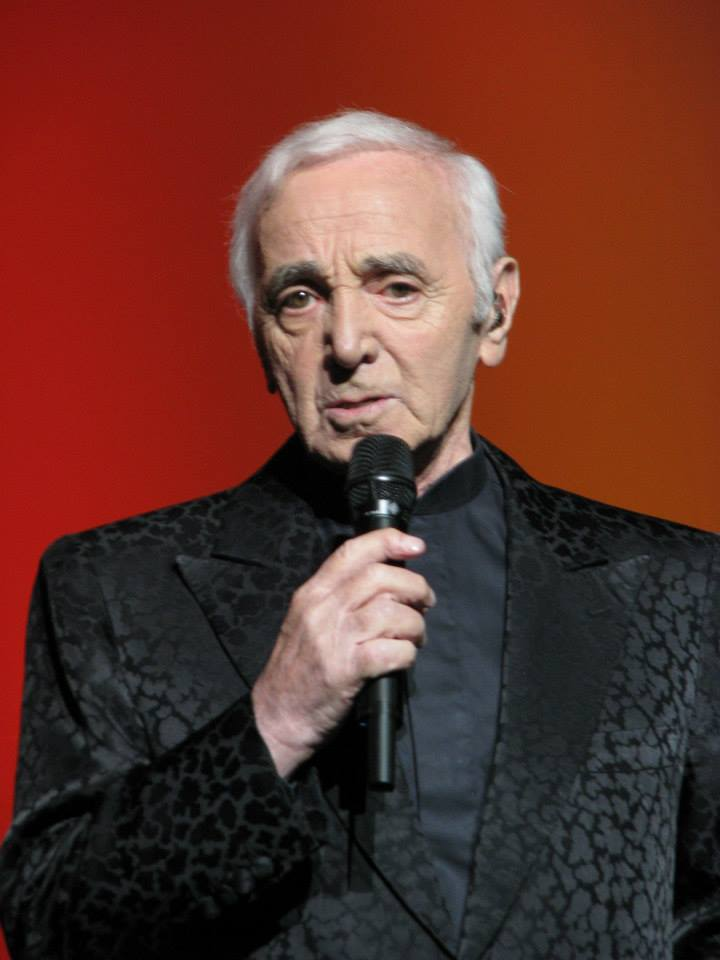
Charles Aznavour.

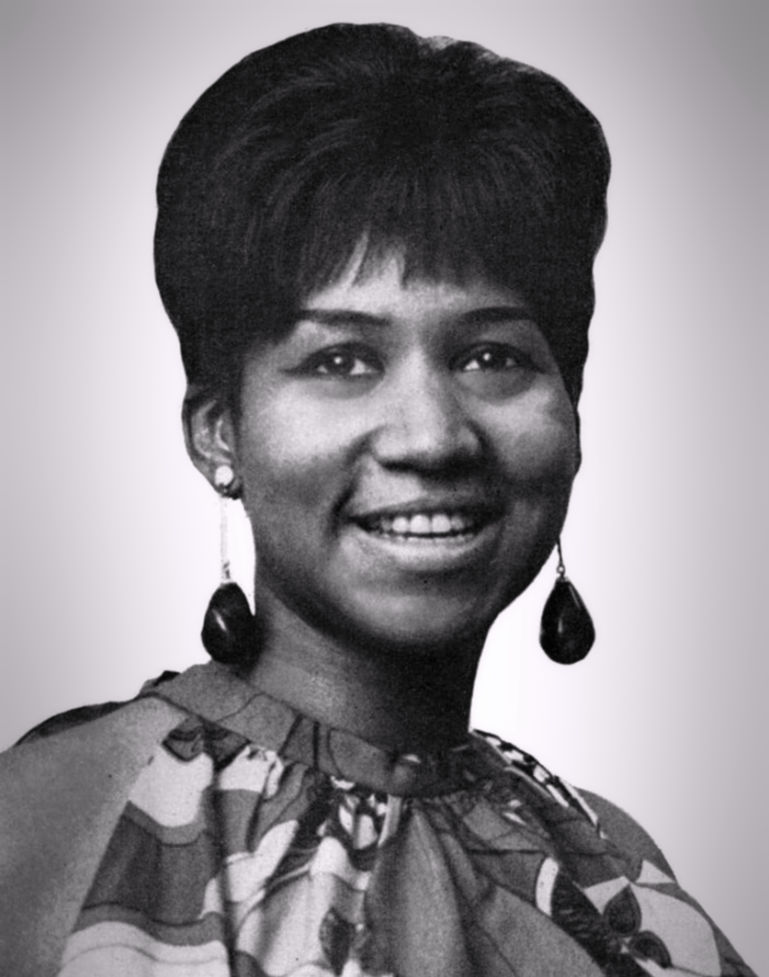
Aretha Franklin.

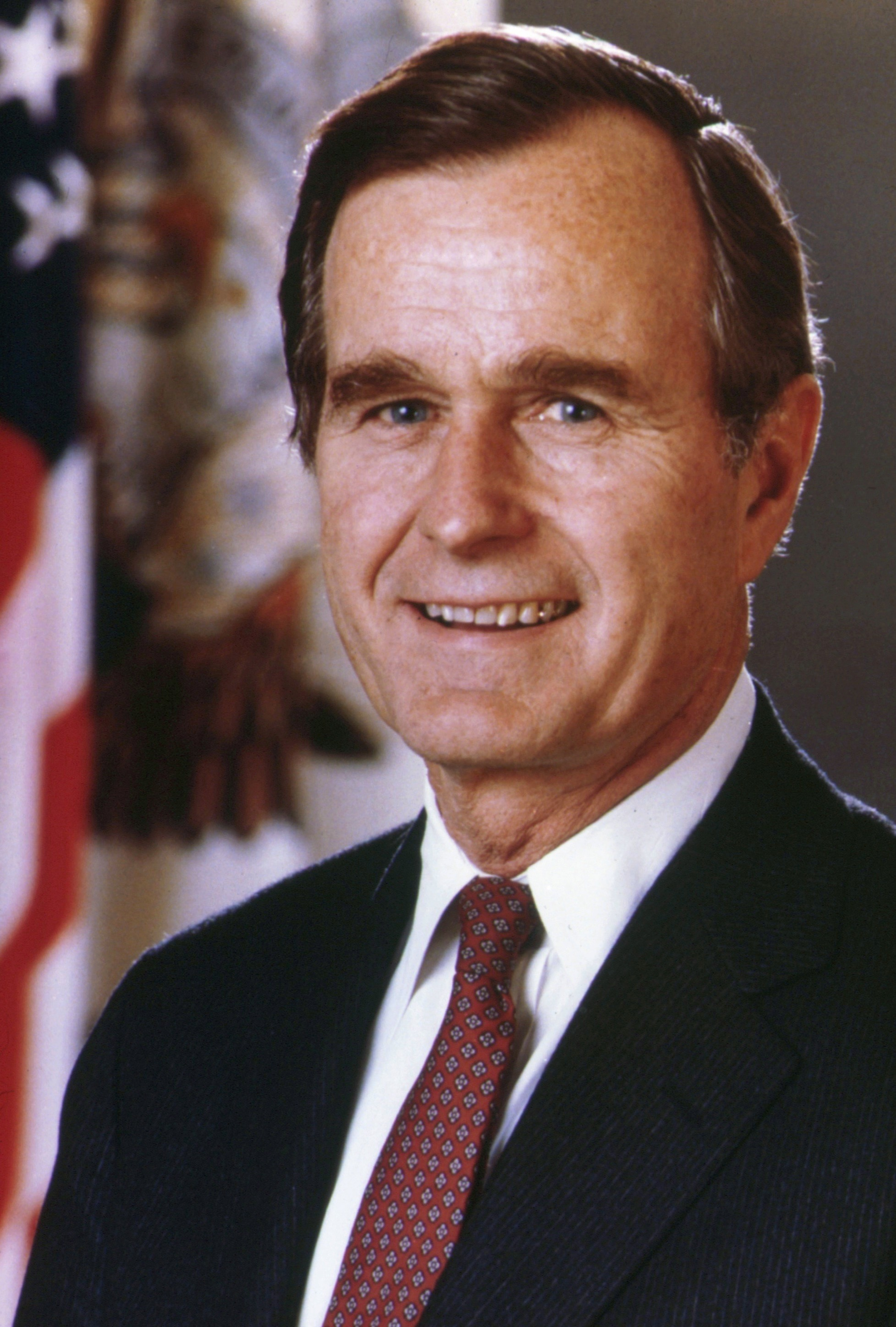
George Bush.

Personnalités majeures décédées en 2018
- 7 janvier : France Gall (chanteuse française)
- 20 janvier : Paul Bocuse (cuisinier français)
- 14 mars : Stephen Hawking (astrophysicien britannique)
- 13 avril : Milos Forman (cinéaste américain d'origine tchèque)
- 22 mai : Philip Roth (romancier américain)
- 26 mai : Pierre Bellemare (animateur français)
- 6 août : Joel Robuchon (cuisinier français)
- 16 août : Aretha Franklin (chanteuse américaine)
- 1er octobre : Charles Aznavour (chanteur et acteur français et arménien)
- 12 novembre : Stan Lee (scénariste et éditeur américain de bandes dessinées)
- 26 novembre : Bernardo Bertolucci (cinéaste italien)
- 30 novembre : George H.W. Bush (homme politique américain, président des États-Unis de 1989 à 1993)